# نومیننگ، کبک
نومیننگ (به فرانسوی: Nominingue) شهری در منطقه شهری آنتوان-لابل ناحیه لورانتید در استان کبک کانادا است. در سرشماری سال ۲۰۱۱ این شهر ۲٬۲۵۳ نفر جمعیت داشته‌است و مساحت آن ۳۰۸٫۳۴ کیلومتر مربع است.